# ANNO 1997
ANNO 1997 byl III. ročník ankety diváků televize Nova ANNO. Ceny se předávaly 3. února 1998.

## Moderátoři a hosté
Slavnostním ceremoniálem provázel moderátor Počasí TV Nova Rey Koranteng a zpěvačka Leona Machálková. Ti se postarali i o úvodní hudební vystoupení. Každou kategorii uvádělo parodické vystoupení Marka Vašuta a Gábiny Osvaldové. Vystoupili třeba svěřenci Olgy Šípkové ve sportovním aerobiku, zpěváci Janek Ledecký a Karel Gott, Miss Terezie Dobrovolná nebo moderátor Martin Severa. Součástí pořadu byl i sestřih z návštěvy Davida Hasselhoffa v sídle TV Nova v roce 1997.

## Výsledky ankety

### Šoumen roku
Ocenění předával: Luděk Sobota
| Místo | Jméno         | Pořad     |
| ----- | ------------- | --------- |
| 1.    | Martin Dejdar | Ptákoviny |
| 2.    | Karel Šip     | Skopičiny |
| 3.    | Slávek Boura  | Rande     |

### Nejoblíbenější pořad roku
Ocenění předával: Olga Šípková
| Místo | Název   |
| ----- | ------- |
| 1.    | Riskuj! |
| 2.    | Kolotoč |
| 3.    | Rande   |

Cenu za vítězný pořad Riskuj! převzal dramaturg pořadu Jan Krasl.

### Nejoblíbenější seriálová hvězda
Ocenění předával: Eva Vejmělková
| Místo | Jméno               | Pořad           |
| ----- | ------------------- | --------------- |
| 1.    | David Hasselhoff    | Pobřežní hlídka |
| 2.    | David Duchovny      | Akta X          |
| 3.    | Gillian Andersonová | Akta X          |

Cenu za Davida Hasselhoffa převzal jeho dabér Aleš Jarý.

### Nejoblíbenější publicista
Ocenění předával: Janek Ledecký
| Místo | Jméno           | Pořad          |
| ----- | --------------- | -------------- |
| 1.    | Radek John      | Na vlastní oči |
| 2.    | Pavlína Wolfová | Áčko           |
| 3.    | Jan Musil       | Áčko           |

### Osobnost roku
Osobností roku zvolili diváci TV Nova prezidenta Václava Havla. Ocenění za něj převzal jeho mluvčí Ladislav Špaček. Další pořadí nebylo oznámeno.

### Nejoblíbenější zpravodaj
Ocenění předával: Tomáš Dvořák
| Místo | Jméno          | Pořad            |
| ----- | -------------- | ---------------- |
| 1.    | Martin Severa  | Televizní noviny |
| 2.    | Eva Jurinová   | Televizní noviny |
| 3.    | Pavel Poulíček | Sportovní noviny |

### Muž roku
Ocenění předával: Terezie Dobrovolná
| Místo | Jméno          | Pořad            |
| ----- | -------------- | ---------------- |
| 1.    | Martin Severa  | Televizní noviny |
| 2.    | Zbyněk Merunka | Televizní noviny |
| 3.    | Pavel Poulíček | Televizní noviny |

### Žena roku
Ocenění předával: Karel Gott
| Místo | Jméno            | Pořad            |
| ----- | ---------------- | ---------------- |
| 1.    | Eva Jurinová     | Televizní noviny |
| 2.    | Markéta Mayerová | Rande            |
| 3.    | Jitka Obzinová   | Sedm, čili 7 dní |